# Route 2 (Bolivie)
Pour les articles homonymes, voir Route 2.
La Route 2 (en espagnol : Ruta 2) est une route de 155 km en Bolivie qui traverse le département de La Paz entre les villes de Kasani à la frontière avec le Pérou et la ville de La Paz.
Cette route a été ajoutée au réseau principal routier (Red Vial Fundamental) par le décret suprême 25.134 du 31 août 1998.

## Villes traversées

### Département de La Paz

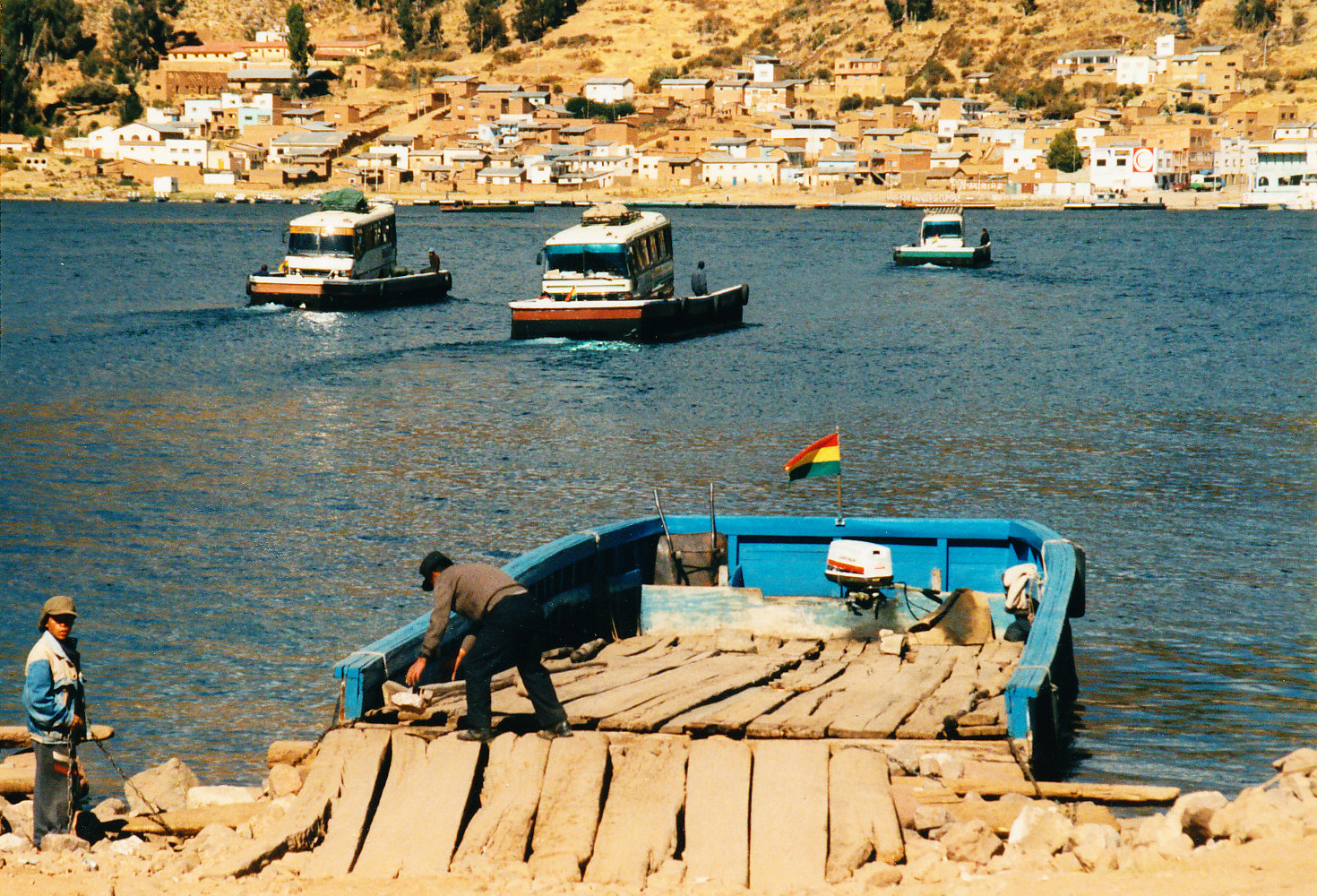
La Route 2 à Tiquina

- km 8: Copacabana
- km 85: Huarina
- km 105: Batallas
- km 155: El Alto